# Kühnicht
Kühnicht, obersorbisch Kinajchtⓘ, ist ein Dorf im nördlichen Landkreis Bautzen in Sachsen. Der Ort gehört seit dem 1. Januar 1960 zur Stadt Hoyerswerda, hat jedoch keinen Ortsteilstatus und gehört zum Stadtbereich „Neustadt“. Vor Kühnicht liegt die Plattenbausiedlung Kühnichter Heide (Wohnkomplexe VIII und IX).

## Lage

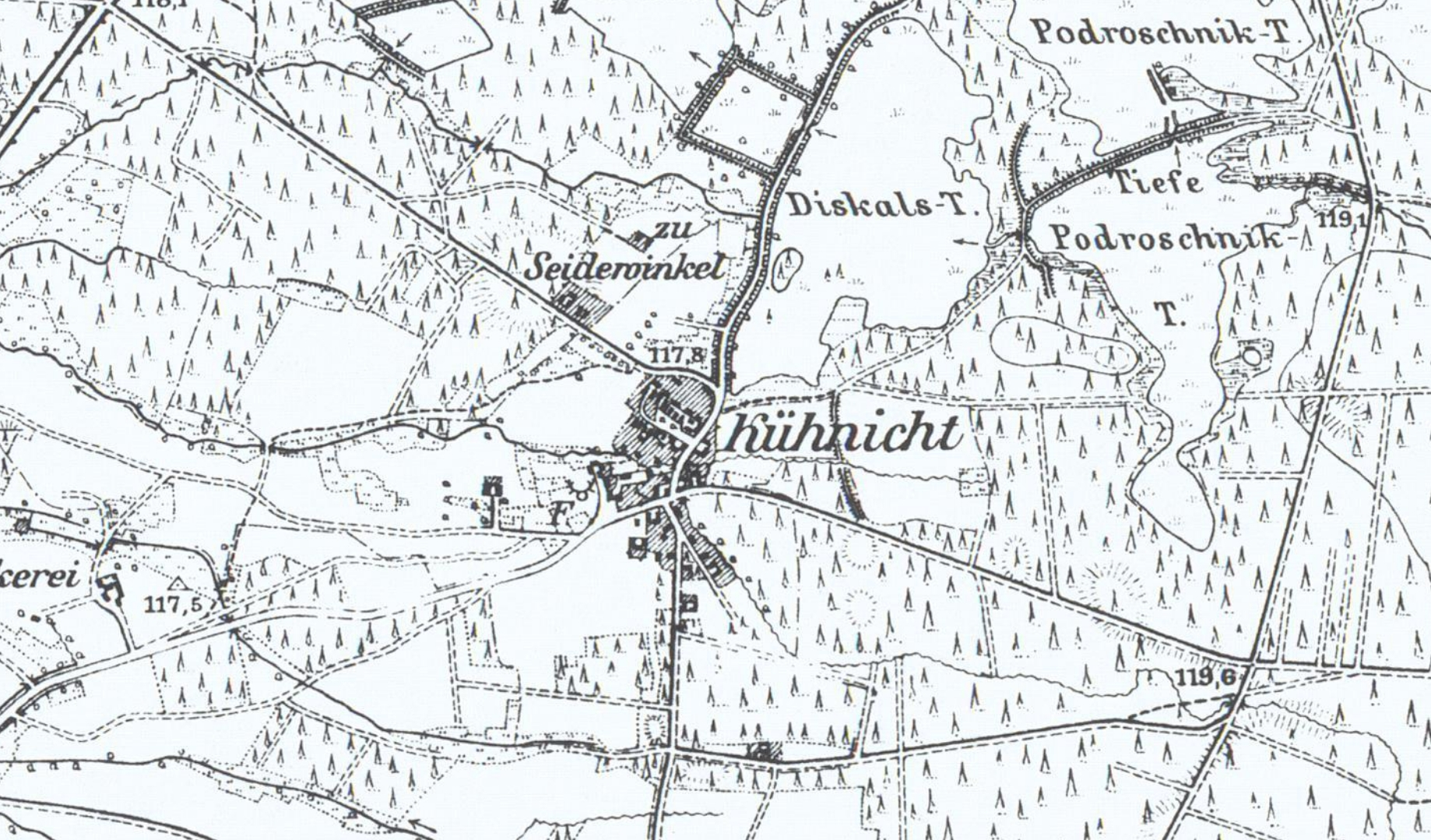
Kühnicht auf einer Karte aus dem Jahr 1901

Kühnicht liegt in der Oberlausitz, im nordöstlichen Teil des Hoyerswerdaer Stadtgebietes. In der Straße Lindenweg ist noch das ursprüngliche Ortszentrum zu erkennen. Kühnicht befindet sich im Lausitzer Braunkohlerevier, östlich des Ortes liegt der Scheibe-See, der durch die Flutung des Braunkohletagebaus Scheibe entstanden ist.
Einen Kilometer nordwestlich bzw. südöstlich von Kühnicht liegt die Bundesstraße 96 zwischen Senftenberg und Bautzen, nördlich zudem die Bundesstraße 97 nach Cottbus.

## Geschichte
Erstmals urkundlich erwähnt wurde das ursprüngliche Gassendorf mit der Schreibweise Kinicht im Jahr 1556. Der Ortsname stammt aus dem Sorbischen und bedeutet „Ort an einem Kiefernbusch“. Historisch gehörte der Ort bereits von der Ersterwähnung an als Vorwerk zur Standesherrschaft Hoyerswerda. 1744 als Künicht bezeichnet, taucht der Ort 1791 erstmals in seiner heutigen Form auf. Jedoch war auch die Schreibweise Kühnaicht bis ins frühe 20. Jahrhundert verbreitet.
Ab 1952 gehörte die Gemeinde zum Kreis Hoyerswerda im DDR-Bezirk Cottbus. Bis zum Ausbau der Hoyerswerdaer Neustadt im Zuge der Entwicklung des Lausitzer Braunkohlereviers war Kühnicht ein kleines sorbisches Heidedorf, das am 1. Januar 1960 in die rasant wachsende Nachbarstadt Hoyerswerda eingegliedert wurde. Nach der Wiedervereinigung kam der Kreis Hoyerswerda an den Freistaat Sachsen. Seit 2008 gehört Kühnicht zum Landkreis Bautzen.

## Bevölkerung und Sprache
Die Bevölkerung des Dorfes Kühnicht setzte sich im Jahr 1777 aus lediglich drei Häuslerfamilien zusammen. 1825 hatte der Ort 91 Einwohner, danach stieg die Einwohnerzahl auf 131 im Jahr 1871 und 141 im Jahr 1885 an. In den folgenden Jahren kam es zu einem Rückgang der Einwohnerzahlen auf 127 im Jahr 1905 und danach wieder zu einem Bevölkerungswachstum auf 173 Einwohner im Jahr 1925. Nach dem Ende des Zweiten Weltkrieges hatte die Gemeinde 195 Einwohner. Die Einwohner von Groß Neida sind überwiegend evangelisch-lutherischer Konfession, der Ort gehört zur Johannes-Kirchengemeinde in Hoyerswerda.
Kühnicht gehört zum obersorbischen Sprachgebiet. Laut der Statistik über die sorbische Bevölkerung in der Lausitz von Arnošt Muka hatte die Gemeinde im Jahr 1884 140 Einwohner, davon waren 138 Einwohner Sorben (99 %) und nur zwei Deutsche. Ernst Tschernik zählte 1956 in der gesamten Gemeinde immer noch einen Anteil von 89,4 % an Einwohnern mit Sorbischkenntnissen, was einem der höchsten Anteile im gesamten evangelischen Teil des sorbischen Gebietes entsprach. Kühnicht gehört auch heute zum amtlichen sorbischen Siedlungsgebiet.